# KMail
KMail est un client de messagerie développé par le projet KDE, pour les systèmes d'exploitation GNU/Linux, BSD et autres systèmes apparentés à Unix. Cependant, des portages récents permettent aujourd'hui de l'utiliser sous Windows ou MacOS. KMail est placé sous la licence GPL.

## Fonctionnalités
KMail peut accéder aux comptes de courrier électronique en utilisant les protocoles POP et IMAP ; il peut gérer plusieurs comptes. Il est également possible d'envoyer des courriers électroniques en utilisant le protocole SMTP.
Le stockage des messages peut se faire selon les formats de boîte aux lettres électronique mbox ou maildir. Ces formats permettent à l'utilisateur de définir un système de répertoires pour classer ses courriers électroniques.
Des filtres peuvent être définis par l'utilisateur, afin par exemple de filtrer le spam ou de classer le message en fonction de son expéditeur.
Les courriers électroniques peuvent être envoyés et reçus sous forme de texte brut ou de documents HTML, et l'utilisation de jeux de caractères internationaux est possible dans ces deux formats.
Lors de l'envoi d'un courriel, KMail repère les expressions faisant référence à une pièce jointe ("ci-joint", "is attached", etc.) dans le corps du courrier. Si aucune pièce jointe n'a été ajoutée, KMail avertit le rédacteur de cet oubli et lui propose de joindre son fichier avant d'envoyer.

## Intégration
Le système de filtres de KMail peut être utilisé pour soumettre les messages entrants à des tests anti-spam et antivirus, en utilisant des programmes externes. KMail intègre un système de configuration pour les applications de filtrage les plus utilisées, telles que DSpam, SpamAssassin, SpamBayes, Altospam, Bogofilter, OutClock ou Spamihilator.
Il est possible de chiffrer ou de signer électroniquement ses courriers électroniques grâce à l'intégration de KMail avec le logiciel de cryptographie GNU Privacy Guard.
KMail utilise la technologie KParts, permettant son intégration dans d'autres applications. Le gestionnaire d'informations personnelles Kontact utilise cette technologie pour intégrer KMail à son interface.
D'autre part, KMail peut interagir étroitement avec Kopete, le logiciel de messagerie instantanée de KDE, par exemple en récupérant les adresses électroniques à partir de Kopete, en affichant l'avatar du contact ou sa présence en ligne.
KMail fait partie d'un ensemble de logiciels appelés KDE-PIM (Personnal Information Manager).